# Comité para la reelección del presidente

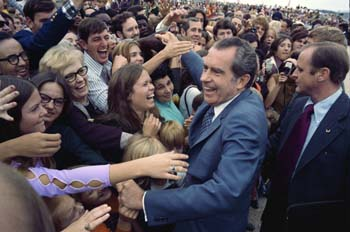
Richard Nixon dando la mano en la Base de la Fuerza Aérea Robins, en Georgia, Estados Unidos, en noviembre de 1973.

El Comité para la reelección del presidente (en inglés: Committee for the Re-Election of the President; acrónimo: CRP) a menudo llamado por las siglas CREEP (por «persona detestable»), fue una organización de recaudación de fondos del presidente de los Estados Unidos, Richard Nixon, cuyo objetivo era conseguir su reelección en las elecciones presidenciales de los Estados Unidos de 1972. El CRP empleó fondos de dinero negro, lavado de dinero y estuvo involucrado en el escándalo Watergate.

## Historia
La planificación comenzó a fines de 1970 y se abrió una oficina en la primavera de 1971.
El CRP usó 500.000$ en fondos recaudados para apoyar la campaña del presidente Nixon y pagar los gastos legales de los cinco ladrones de Watergate. Este acto ayudó a convertir el robo en un escándalo político desastroso para la campaña de Nixon. Los ladrones, así como G. Gordon Liddy, E. Howard Hunt, John N. Mitchell, y otras figuras de la administración de Nixon (Watergate Seven), fueron acusados por el robo y sus esfuerzos para encubrirlo.
El acrónimo CREEP fue aplicado burlonamente al CRP como un apodo por los oponentes de Nixon; el peyorativo se hizo popular debido al escándalo de Watergate.
El CRP fue también conectado, por ejemplo, por conexiones de sus empleados, con un grupo anterior llamado los Plomeros de la Casa Blanca.

## Miembros prominentes
- P.Luisa D. Otero, directora.
- Fred Malek, director adjunto.
- Jeb Stuart Magruder, gerente.
- Francis L. Dale, presidente.
- Maurice Stans, presidente de finanzas.
- Herbert W. Kalmbach, vicepresidente de finanzas.
- Kenneth H. Dahlberg, presidente de finanzas del Medioeste.
- Hugh W. Sloan, Jr., tesorero.
- James W. McCord, Jr., coordinador de seguridad.
- G. Gordon Liddy, consejero de finanzas, auxiliar de John Ehrlichman.
- E. Howard Hunt, consultor a la Casa Blanca.
- Donald Segretti, fiscal.
- Fred LaRue, director adjunto, ayudante de John Mitchell.
- DeVan L. Shumway, portavoz.
- Roger Stone, operador político.